# Sulnikowo
Sulnikowo – wieś w Polsce położona w województwie mazowieckim, w powiecie pułtuskim, w gminie Gzy. Ma status sołectwa.
Wieś szlachecka położona była w drugiej połowie XVI wieku w powiecie nowomiejskim ziemi zakroczymskiej województwa mazowieckiego. W 1785 roku jako wieś duchowna wchodziło w skład klucza czarnostowskiego biskupstwa płockiego. W latach 1975–1998 miejscowość administracyjnie należała do województwa ciechanowskiego.